# Iron Man
Iron Man je izmišljen lik in stripovski superjunak v stripih ameriške založbe Marvel. Ustvarili so ga risarji Stan Lee, Jack Kirby, Larry Lieber in Don Heck. Prvič se je pojavil v stripu Tales of Suspense #39 (1962). Gre za enega najbolj uspešnih in najbolj priljubljenih Marvelovih superjunakov. 

## Življenjepis lika
Iron Man je superjunaška podoba Anthonyja Edwarda "Tonyja" Starka, poslovneža in inženirja, ki vodi podjetje za proizvodnjo orožja, Stark Industries. Ko je bil Stark ujet na vojnem območju in utrpel hudo rano na srcu, je izdelal svoj oklep, da je lahko ugrabiteljem pobegnil. Oklepi Iron Mana Tonyju dajejo nadčloveško moč, zmožnost letenja, projekcijo energije in druge sposobnosti, ki jih uporablja v boju s kriminalci. 

## Filmi
Po velikih stripovskih uspehih so kasneje posneli veliko filmov, v katerih se pojavlja Iron Man.
- Iron Man (2008)
- Iron Man 2 (2010)
- Iron Man 3 (2013)